# Haplothrix
Haplothrix is een kevergeslacht uit de familie van de boktorren (Cerambycidae). De wetenschappelijke naam van het geslacht werd voor het eerst geldig gepubliceerd in 1888 door Gahan.

## Soorten
Haplothrix omvat de volgende soorten:
- Haplothrix amicator (Gahan, 1888)
- Haplothrix andamanicus Breuning, 1979
- Haplothrix andrewesi Breuning, 1935
- Haplothrix blairi Breuning, 1935
- Haplothrix fouqueti (Pic, 1932)
- Haplothrix griseatus (Gahan, 1888)
- Haplothrix paramicator Breuning, 1965
- Haplothrix perakensis Breuning, 1936
- Haplothrix pulchra Hüdepohl, 1998
- Haplothrix rivulosus (Gahan, 1888)
- Haplothrix simplex Gahan, 1888
- Haplothrix strandi Breuning, 1935